# メリッソス、クセノパネス、ゴルギアスについて
『メリッソス、クセノパネス、ゴルギアスについて』（希: Περὶ Μελίσσου, Ξενοφάνους καὶ Γοργίου、羅: De Melisso, Xenophane, Gorgia、英: On Melissus, Xenophanes, and Gorgias）とは、アリストテレス名義の自然学短篇著作の1つであり、『小品集』を構成する9篇の内の1つ。アリストテレスの作品ではなく、ペリパトス派（逍遙学派）の後輩たちの作品と見られている。

## 構成
全6章から成る。
- 第1章 - メリッソスの見解
- 第2章 - メリッソス批判
- 第3章 - クセノパネスの見解
- 第4章 - クセノパネス批判
- 第5章 - ゴルギアスの見解
- 第6章 - ゴルギアス批判

## 日本語訳
- 『アリストテレス全集10』 岩波書店、1969年